# Karoline Kurz
Karoline Kurz (* 21. Mai 1996) ist eine österreichische Tennisspielerin.

## Karriere
Kurz spielt vor allem auf dem ITF Women’s Circuit. Beim $10.000-Turnier in Wien erreichte sie 2015 das Halbfinale, in dem sie der Deutschen Katharina Gerlach mit 2:6 und 3:6 unterlag.
Die Vizestaatsmeisterin 2011 der U18 gewann 2014 die Hallen-Landesmeisterschaften der Damen des Burgenländer Tennisverbands.
Das bislang letzte internationale Turnier spielte Kurz im Juni 2017 und wird seit Ende Mai 2018 nicht mehr in den Weltranglisten geführt.